# Rządowa Agencja Rezerw Strategicznych
Rządowa Agencja Rezerw Strategicznych (RARS) – polska agencja wykonawcza utworzona na podstawie ustawy z dnia 17 grudnia 2020 r. o rezerwach strategicznych, podlegająca Prezesowi Rady Ministrów
Agencja ma siedzibę przy ul. Stawki 2b w Warszawie.

## Historia
Rządowa Agencja Rezerw Strategicznych jest następcą prawnym Agencji Rezerw Materiałowych. Oznacza to, że staje się odpowiednio stroną lub uczestnikiem:
- umów i porozumień zawartych przez Agencję Rezerw Materiałowych z przedsiębiorcami oraz innymi podmiotami, przed dniem wejścia w życie niniejszej ustawy,
- postępowań administracyjnych, postępowań sądowych oraz postępowań egzekucyjnych, których stroną była Agencja Rezerw Materiałowych;
- na Rządową Agencję Rezerw Strategicznych przechodzą prawa i obowiązki wynikające z decyzji, postanowień i innych aktów administracyjnych.

## Zadania Rządowej Agencji Rezerw Strategicznych
- Utrzymywanie rezerw strategicznych, w tym ich przechowywanie, dokonywanie wymiany lub zamiany oraz przeprowadzanie konserwacji przechowywanych rezerw strategicznych.
- Wykonywanie decyzji Prezesa Rady Ministrów dotyczących tworzenia, udostępnienia i likwidacji rezerw strategicznych.
- Wykonywanie decyzji uprawnionych organów lub podmiotów dotyczących zakupu, magazynowania i wydawania określonych asortymentów towarów.
- Organizowanie usług, w tym usług transportowo‑logistycznych, na własną rzecz oraz na rzecz uprawnionych innych organów lub podmiotów, w celu niezbędnym do przeciwdziałania lub zwalczania danego zagrożenia,
- Zarządzanie nieruchomościami stanowiącymi własność lub pozostającymi w posiadaniu agencji, a także ich oddawanie do odpłatnego korzystania, w szczególności na podstawie umów najmu i dzierżawy lub świadczenie innych usług związanych z zarządzaniem nieruchomościami.
- Prowadzenie inwestycji związanych z budową lub modernizacją infrastruktury technicznej służącej do utrzymywania rezerw strategicznych oraz innych inwestycji związanych z wykonywaniem zadań agencji.
- Udostępnianie rezerw strategicznych oraz realizacja innych zadań w ramach udzielania pomocy i wsparcia podmiotom prawa międzynarodowego publicznego.
- Tworzenie i utrzymywanie zapasów agencyjnych ropy naftowej i paliw na zasadach określonych w ustawie o zapasach ropy naftowej i produktów naftowych oraz wykonywanie innych obowiązków wynikających z tej ustawy.
- Kontrola podmiotów przechowujących rezerwy strategiczne oraz realizujących inne umowy zawarte z agencją w ramach utrzymywania rezerw strategicznych.
- Opracowywanie projektu informacji o asortymencie rezerw strategicznych, ich ilości i wartości oraz ich finansowaniu, wykorzystaniu i rozmieszczeniu.
- Przekazywanie Ministrowi Obrony Narodowej, Ministrowi Sprawiedliwości, ministrowi właściwemu do spraw wewnętrznych lub szefowi Agencji Bezpieczeństwa Wewnętrznego aktualnego wykazu ilości oraz miejsc przechowywania asortymentów rezerw strategicznych zgodnych ze zgłoszonymi przez nich potrzebami.
- Sporządzanie planów, informacji, procedur i sprawozdań oraz innych dokumentów w zakresie określonym w ustawie lub innych aktach prawnych.
- Wykonywanie innych zadań określonych w odrębnych ustawach lub w Programie Rezerw Strategicznych.

## Podstawa prawna działalności agencji
- Ustawa z dnia 17 grudnia 2020 r. o rezerwach strategicznych (Dz.U. z 2023 r. poz. 294)
- Ustawa z dnia 16 lutego 2007 r. o zapasach ropy naftowej, produktów naftowych i gazu ziemnego oraz zasadach postępowania w sytuacjach zagrożenia bezpieczeństwa paliwowego państwa i zakłóceń na rynku naftowym (Dz.U. z 2024 r. poz. 1281)
- Zarządzenie nr 23 Prezesa Rady Ministrów z dnia 15 marca 2021 r. w sprawie nadania statutu Rządowej Agencji Rezerw Strategicznych (M.P. z 2021 r. poz. 281)

## Finansowanie z budżetu państwa
Działalność agencji jest finansowana z budżetu państwa w ramach części 16 – Kancelaria Prezesa Rady Ministrów oraz 42 – Sprawy wewnętrzne.

## Prezesi
- Michał Kuczmierowski (od 23 lutego 2021 do 27 marca 2024)
- Karolina Sochańska-Domagała (od kwietnia 2024[7] do lipca 2024, jako p.o.)
- Jan Rajchel (od grudnia 2024; od lipca 2024 jako p.o.)[8][9]

## Zastępcy prezesa
- Andrzej Hawryluk od 27 września 2024[10]
- Artur Dąbrowski od 15 października 2024
- Marcin Wasilewski od sierpnia 2023 do kwietnia 2024